# حدود اتربرغ

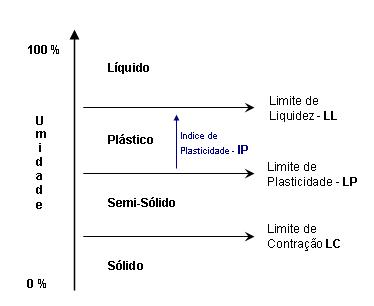

حدود اتربرغ تُعتبر حدود اتربرغ والتي تشمل حدّ اللدونة، وحدّ السيولة وحد الانكماش، مقياسًا أساسيًا للمحتويات الرطوبية (المائيّة) المهمة والخاصة بالتربة ذات الحبيبات الدقيقة. عندما تزداد المحتويات الرطوبية في التربة الطينية، فإنه يطرأ تغيرات جليّة وبارزة لقوامها ولسلوكها. تصنّف التربة إلى 4 حالات مختلفة اعتمادًا على المحتوى الرّطوبي (المائي)  لها إلى: صلبة، وشبه صلبة، ولدائنية، وسائلة.
تختلف الصفات الهندسية للتربة وكذلك قوامها في كل حالة من الحالات المذكورة، لذلك يمكن تعريف الحدود بين كل من الحالات اعتماداً على التغيّر في المحتوى الرطوبي (المائي) وتغيّر سلوك التربة. تلعب حدود آتيربيرغ دوراً كبيراً في التمييز بين التربتين الطينية والطميّيّة والأنواع المختلفة منهما. واضع هذه الحدود هو العالم السويديّ والخبير بالفلاحة آلبيرت اتربرغ، وتم لاحقاً تدقيقها على يد العالم آرثر كاساجراند.
هذه الحدود المختلفة المتعلقة بالتربة تم استخدامها لتقييم التربة وفحصها فيما لو أمكن الإنشاء عليها أم لا. من المهم أيضاً معرفة التغيّرات الحجميّة التي تطرأ على التربة، حيث الازدياد بالحجم يعود إلى قدرة التربة على امتصاص المياه(الخصائص الذريّة لها). تُجرى هذه الاختبارات عادةً على التربة الطينيّة والطمّيّة؛ لأن حجميهما يتآخذ بالازدياد بسبب الاختلافات في المحتويات الرطوبية المختلفة.
يتفاعل كلٌ من التربة الطينية والطميّة مع المياه مسفرةً إلى التغيّر في الأحجام وقوى القصّ الخاصة بكلَيهما. لذلك تُجرى هذه الاختبارات بشكل كبير في المراحل الأولى لتصميم أي منشأ على أنواع التربة المختلفة، للتأكد من قوة التربة في تحمل المنشأ دون حدوث مشاكل مع تغير المحتويات الرطوبية.
عندما تكون التربة جاسئة وصلبة في حالتها الجافة، فإنها تتحول إلى الحالة شبه الصلبة عند ازدياد المحتوى الرطوبي لها، وتصبح هشّة وقابلة للتفتّت. إذا كانت التربة آخذة في التمدّد، فإنه سينجم عن أي زيادة في المحتوى الرطوبي (المائيّ) إلى انتفاخ غير مرغوب فيه في حجم التربة. وعند حدوث أي زيادة كبيرة في المحتوى الرطوبيّ، فإن التربة ستتحوّل إلى لدنة، ومطاوعة ومرنة، والذي سيؤدّي إلى انتفاخ غير مرغوب فيها. تبقى التربة في الحالة اللدائنية حتى تجتاز حدّ السيولة، والذي بدورها ستتحوّل إلى سائل لزج.

## حد الانكماش
يعرَف حد الانكماش بأنه المحتوى المائي (الرطوبي) الذي عنده  لن يسفرَ أيُ نقصان في رطوبة العينة في تقلص حجم العينة. الاختبار الذي يحدد حد الانكماش للعينة هو (ASTM international D4943). و كما أن حدّ الانكماش هو الأقل تداولاً بين الحدود الأخرى كَحدّ السيولة وحدّ اللدونة.

## حد اللدونة
يُحدّد حدّ اللدونة عند لفّ عينة التربة ذات الحبيبات الدقيقة على شكل خيوط على سطح مسطّح وغير مساميّ. والطريقة معرّفة استناداً إلى (ASTM standard D 4318 ). يعرّف حدّ اللدونة بأنه المحتوى المائي للعينة الذي تتفتّت عنده التربة عند رقّها ولفّها إلى خيوط دقيقة بقطر 3.2 ملم (أي قرابة 1/8 إنش). ويعاد تشكيل العينة وتعاد التجربة مراراً للحصول على أدق النتائج. تعتبر التربة غير مطاوعة (غير بلاستيكية) إذا لم يكن بالإمكان تشكيلها لخيوط بقطر 3.2 ملم أو أقل عند أي محتوى رطوبي.

## حدّ السيولة
يعرّف حد السيولة من الناحية النظرية بالمحتوى المائي (الرطوبيّ) الذي يتحوّل أداء التربة من المرحلة البلاستيكية (المطاوعة) إلى المرحلة السائلة. وهذا التحول لا يحصل فجأةً وإنما بالتدريج على عدة فروقات في المحتويات المائية. بالنسبة لقوة قصّ العينة، فإنها لا تنعدم عند وصولها لحدّ السيولة. التعريف الدقيق لحدّ السيولة موضّح بصورة تفصيلية أدناه. 